# Geschiedenis van Brazilië
De geschiedenis van Brazilië omvat het geschreven en ongeschreven verleden van Brazilië. De geschreven historische periode begint bij de aankomst van de Portugees Cabral op de kusten van dit land. Het prehistorisch tijdperk voor de komst van de Portugezen heet de Precolumbiaanse periode.

## Eerste bewoners

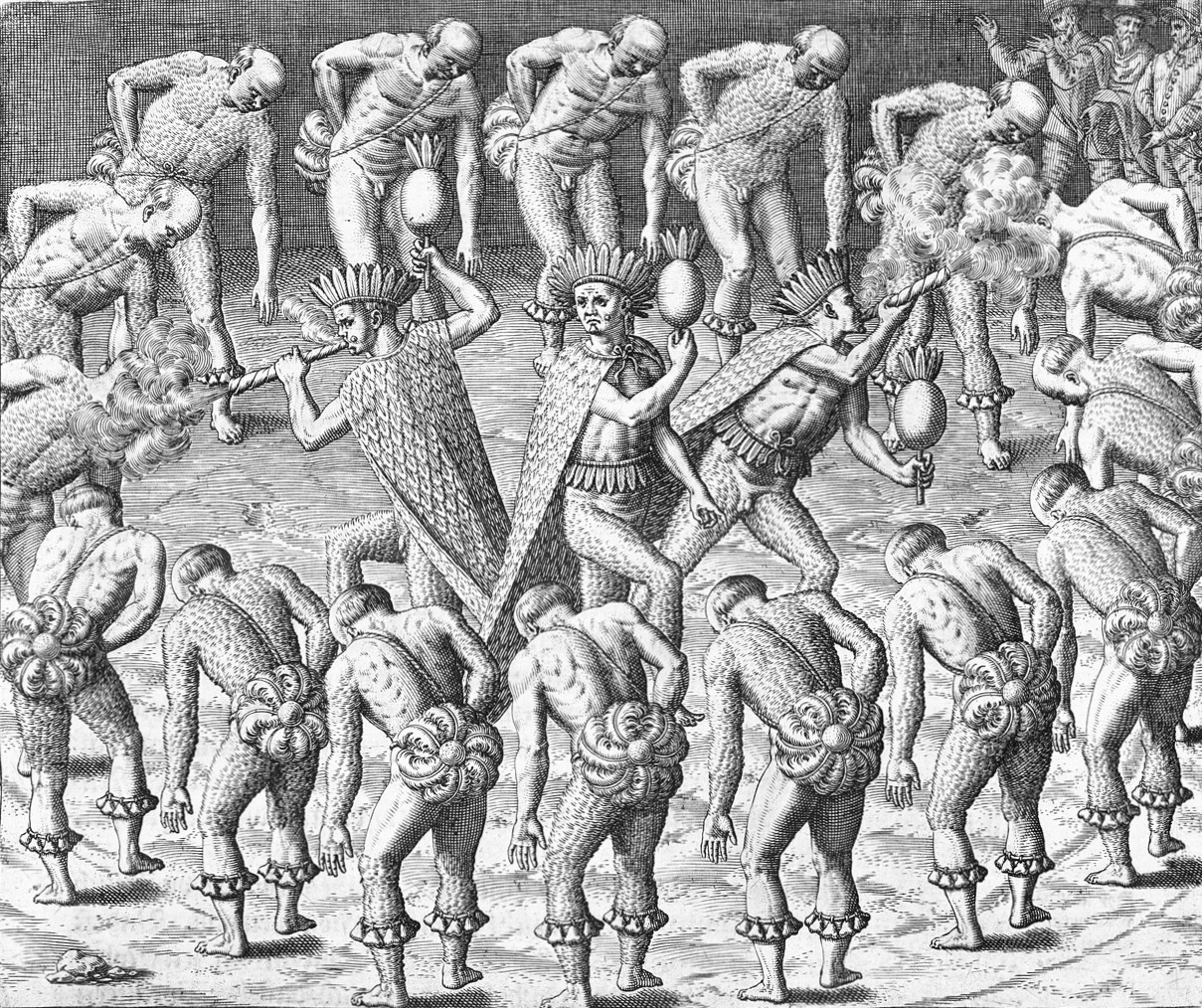
Tupinamba-indianen

Algemeen wordt geaccepteerd dat de eerste mensen in Amerika ten minste 20.000 jaar geleden op het continent aanwezig waren. In Brazilië zijn echter meerdere archeologische sites gevonden die mogelijk ouder zijn, zoals Pedra Furada in het Nationale Park Serra da Capivara waar onder andere talloze grotschilderingen gevonden zijn. Deze oudste sites (oplopend tot een ouderdom van mogelijk 50.000 jaar) zijn echter omstreden.
Ook langs de Amazone, in de staat Pará bij het plaatsje Monte Alegre, zijn rotstekeningen gevonden. De oudste data van deze Pedra Pintada-grotten gaan terug tot ongeveer 11.000 v.Chr.. Daarna lijken ze verlaten te zijn geweest, om tussen 7.000 en 6.000 v.Chr. opnieuw in gebruik te zijn genomen door mensen die aardewerk konden maken. Dit is het tot nog toe het oudste aardewerk van het hele Amerikaanse werelddeel.
Rond dezelfde tijd werd waarschijnlijk in het zuidwesten van Brazilië en/of het noordoosten van Bolivia ontdekt hoe cassave te cultiveren. In het westen van dit gebied (het grensgebied van Brazilië, Colombia, Ecuador, Peru en Bolivia) zijn tussen 9.000 en 7.000 v.Chr. de eerste sporen van de Amazonelandbouw te vinden. Dat het begin van de landbouw in het Amazonegebied zo oud is (vrijwel even oud als in Zuidwest-Azië), is een zeer recente ontdekking. Tot ongeveer 1990/1995 ging men ervan uit dat de Amerikaanse landbouw bijna 5.000 jaar later was ontstaan dan in de Oude Wereld. Ook dacht men dat het Amazonegebied nauwelijks een rol van betekenis had gespeeld in deze culturele ontwikkelingen, in tegenstelling tot de twee grote cultuurcentra in het Oude Amerika: Meso-Amerika en de Andesculturen. 

### Migratieperiode
Voor 1.500 voor Christus is er geen bewijs voor grootschalige migratiestromen of handelsnetwerken. Landbouw en aardewerk verspreiden zich wel, maar tekenen van grote culturele verbanden, zoals een wijdverbreide aardewerkstijl, komen niet voor. Dat verandert omstreeks 1.500 v.Chr. drastisch, met de opkomst van twee grote culturele tradities: de Amazone Polychrome Traditie in het rivierengebied en de Zuidelijke Periferie. 
De Polychrome Traditie is te vinden langs de gehele Amazonerivier en wordt vaak geassocieerd met de expansie van de Arawak-volkeren. Deze zouden zich in snel tempo via de grote rivieren over bijna het gehele Amazonegebied verspreiden, inclusief gebieden die nu in de buurlanden van Brazilië liggen zoals Venezuela (en van daaruit de Guyana's), Colombia, Peru en Bolivia. De typische Amazonecultuur van cassavelandbouw, wonen in maloca's (grote huizen waar meerdere families bij elkaar wonen), hangmatten, blaaspijpen en visserij werd hierdoor over een groot gebied verspreid. 
De Zuidelijke Periferie-traditie komt voor in het gebied ten zuiden hiervan, voornamelijk langs de zuidelijke zijrivieren van de Amazone zoals de Xingu, Tapajós, Tocantins en Guaporé. Karakteristiek voor dit gebied zijn de zogenaamde ringdorpen: dorpen die in een cirkel gebouwd zijn met een groot plein in het midden. Ook hier zijn de kenmerken van de Arawak-volkeren en hun aardewerk duidelijk zichtbaar. Daarnaast had ook een tweede grote groep zich verspreid, en wel meer deze zuidelijke richting op: de Tupi-volkeren.

### Regionale ontwikkeling
In de periode van de Regionale Ontwikkeling (omstreeks het begin van de jaartelling tot 500 AD) bereikten deze Guaraní- en Tupi-volkeren ook de kusten van Brazilië (waarbij ze de Ge-volkeren naar het binnenland verdreven en in noordelijke richting langs de kust in botsing kwamen met de Caribische volkeren), Uruguay, Noord-Argentinië, Paraguay en het oostelijke laagland van Bolivia. Hoewel ook de Tupi waarschijnlijk via de rivieren kwamen, is dit niet zeker aangezien ze, in tegenstelling tot de Arawakken, ten tijde van de komst van de Europeanen niet enkel langs de grote rivieren woonden, maar ook vooral langs de kust en in gebieden verder van grote rivieren verwijderd.

## Portugese invasie

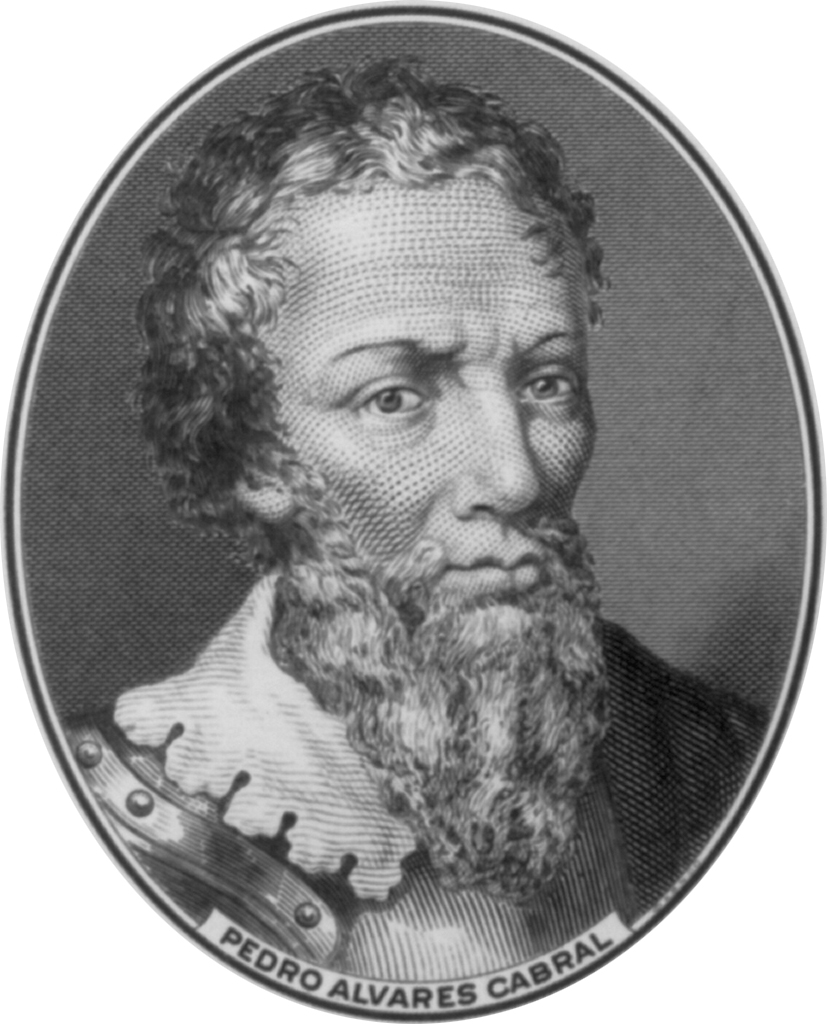
Pedro Álvares Cabral

In april 1500 werd Brazilië voor Portugal opgeëist door de Portugese edelman Pedro Álvares Cabral die bij Porto Seguro voet aan wal zette. Deze gebeurtenis geldt als de officiële ontdekking van Brazilië door de Europeanen. Naar alle waarschijnlijkheid is Brazilië al jaren daarvoor ontdekt door Portugese zeelieden op de terugweg uit Azië en geldt de landing van Cabral als officiële ontdekking omdat men deze eer wilde voorbehouden aan een man van voorname afkomst.
In de eerste decennia van de 16e eeuw deden de Portugezen nauwelijks iets met hun nieuwe kolonie. In 1530 werd de kust opgedeeld in veertien kapiteinschappen of capitanias. Aan het hoofd van ieder kapiteinschap werd een Portugese edelman gezet, die het exclusieve recht kreeg om 'zijn' kapiteinschap namens de Kroon te exploiteren. De kapiteinschappen waren echter geen onverwijld succes. Sommige gewezen gouverneurs namen niet eens de moeite om naar Brazilië te gaan. In 1548 werd daarom besloten om het bestuur in Salvador da Bahia te centraliseren en onder controle van de Kroon te brengen. De kapiteinschappen werden administratieve subeenheden van de rijkskolonie Brazilië.
Op 25 januari 1554, werd vanuit São Vicente de stad São Paulo gesticht door onder andere de jezuïet José de Anchieta. Toentertijd bestond São Paulo uit een aantal huizen en één school/kerk.
Op 1 maart 1565 werd de stad Rio de Janeiro door de Portugees Estácio de Sá gesticht met de bedoeling andere Europeanen, in het bijzonder de Fransen, uit het gebied te verdrijven.
Toen de eerste Portugese ontdekkingsreizigers in de 16e eeuw aankwamen waren de Tupi het eerste volk dat uitgebreid kennismaakte met de nieuwelingen. Er trad al snel een proces van mestisatie op, grosso modo het verschijnsel dat Portugese mannen veel kindjes bij inheemse vrouwen maakten. Cunhadismo was een oude Tupi traditie om vreemdelingen in hun samenleving te doen integreren. De Tupi boden de Portugezen hun meisjes aan als echtgenotes, en als die daarmee instemden verkregen ze een sterke band met alle leden van de inheemse stam. Zonder het Cunhadismo had de Portugese kolonisatie nooit plaats kunnen vinden; er waren simpelweg te weinig Portugezen en Portugese vrouwen waren er al helemaal nauwelijks. De baarmoeders van de Tupi-vrouwen brachten een overheersing van Brazilië door een gemengd Europees-inheems volk tot stand, en consolideerden daarmee ook de Portugese invloed in dit gebied.
In de tijd voor Pombal was het Guarani de lingua franca in het zuiden van Brazilië en in het noorden (Bahia en noordelijker) was dit het Tupi.
In de 17e eeuw waren belangrijke aan de kust gelegen delen van Brazilië in handen van de Nederlandse Republiek (Nederlands-Brazilië). Johan Maurits van Nassau-Siegen was een invloedrijk bewindvoerder. De Republiek stond haar Braziliaanse bezittingen in 1661 definitief af, in ruil voor 63 ton goud.

## Slaven uit Afrika

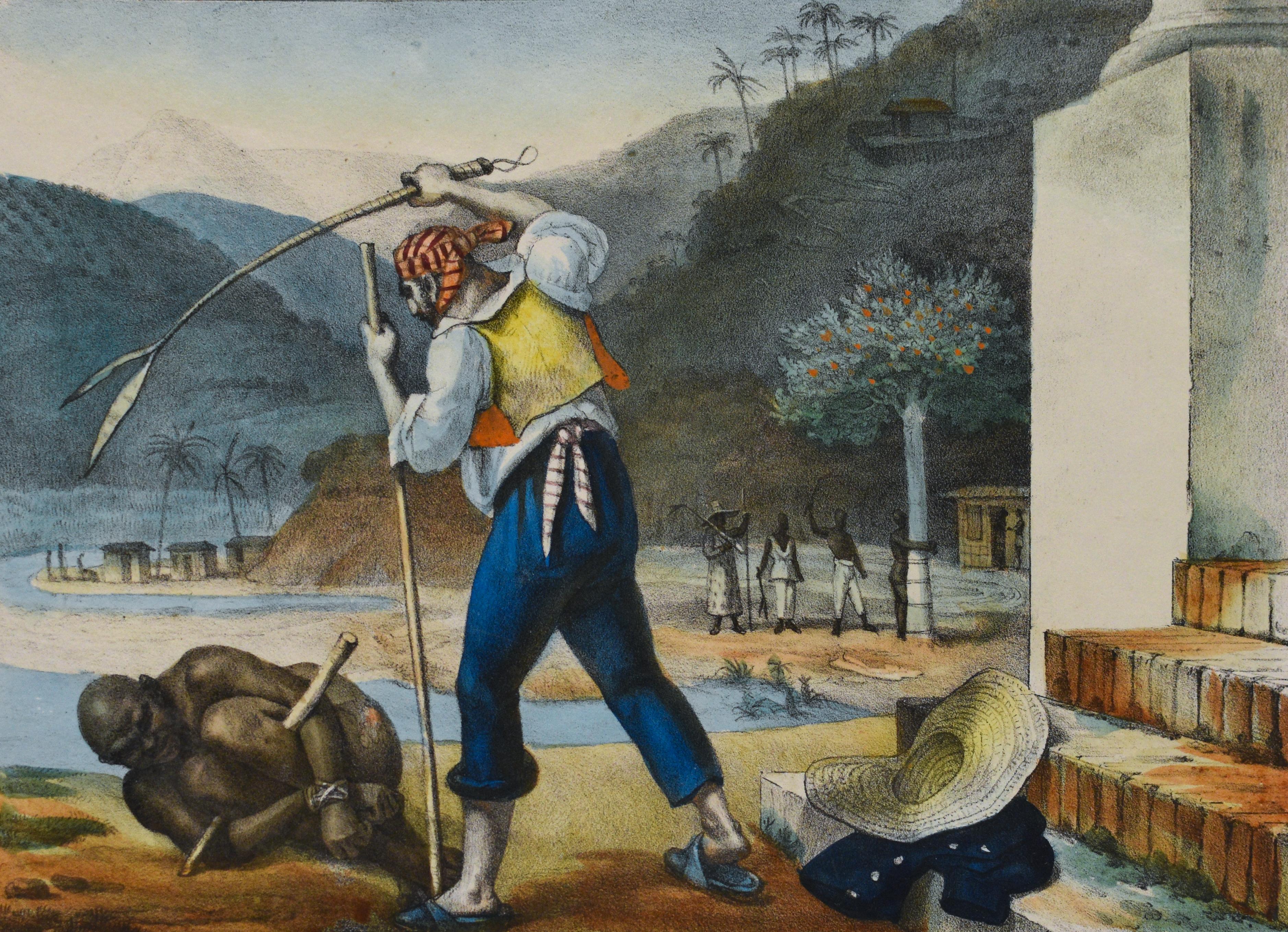
Slavernij in Brazilië

Vanaf de 16e eeuw werden er tussen 5 en 8 miljoen jonge Afrikanen als slaven naar Brazilië verscheept. Velen overleefden de reis niet. Anderen ontsnapten in Brazilië en stichtten quilombo's op moeilijk toegankelijke plaatsen. Een daarvan, Palmares, een zelfvoorzienende republiek van marrons onder aanvoering van Ganga Zumba en later Zumbi, telde op zijn hoogtepunt een bevolking van meer dan 30.000 zielen maar werd uiteindelijk door de Portugezen vernietigd.
In 1871 kwam er de Lei do Ventre Livre, de 'wet van de vrije buik', die bepaalde dat kinderen niet meer als slaven konden worden geboren. Nadien werden eerst de 65-jarigen en daarna de 60-jarigen vrijgelaten, vooral omdat zij geen economische waarde meer hadden.

Wet die de slavernij in 1888 afschafte.

In 1888 ondertekende prinses Isabel, als laatste van de wereld, tijdens de afwezigheid van de keizer, de Lei de Aurea. Met deze wet werd de slavernij afgeschaft, zonder schadeloosstelling voor de slavenhouders. Meer dan 700.000 slaven kregen toen de vrijheid. Velen van hen raakten daardoor dakloos.

## Bandeirantes als goudzoekers
Toen door toenemende concurrentie van Engelse en Nederlandse planters in het Caribisch gebied de suikerprijs in de latere 17e eeuw ineenzakte begon het rijke noordoosten in het slop te raken. Het zuidoosten daarentegen kende in de 18e eeuw een economische 'boom' door de ontdekking van edele metalen en diamant in Minas Gerais. In 1763 werd de hoofdstad daarom verplaatst van Salvador da Bahia naar Rio de Janeiro.
In 1900 had São Paulo 240.000 inwoners. Gedurende de 20e eeuw groeide de stad ontzettend snel, wat leidde tot een inwoneraantal van meer dan 18 miljoen mensen tegenwoordig.
Tussen de 18e en 19e eeuw trokken vele bandeirantes het binnenland in.
Ze zochten daar naar goud, en naar indianen die hen daar als slaaf bij konden helpen.
Bandeirantes, meestal geboren uit een indiaanse moeder en een Portugese vader, stonden sterk in die tijd want ze hadden de overlevingstechnieken van de indianen en bezaten wapens van de Europeanen.

## Van monarchie naar keizerrijk

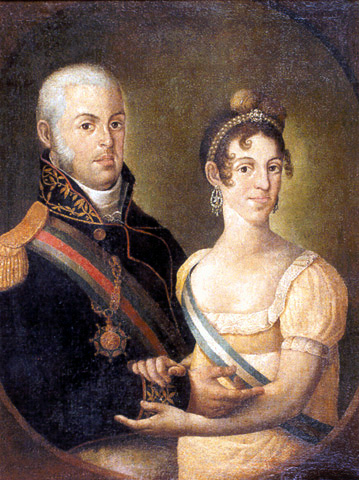
Dom João VI en Dona Carlota Joaquina

Op 29 november 1807 trok Napoleons leger Lissabon binnen. Twee dagen voor deze invasie waren 40 schepen, met de Portugese prins Johan VI (Dom João VI), en zijn 15.000 man personeel aan boord, al vertrokken richting Brazilië. Eenmaal aangekomen nam de prins in Rio de Janeiro direct de macht over in Brazilië. In 1815 werd het Verenigd Koninkrijk van Portugal, Brazilië en de Algarve opgericht.
In 1821 keerde João VI, na een opstand terug naar Portugal. Zijn zoon Peter I (Dom Pedro I) bleef achter en riep daar op 7 september 1822 de onafhankelijkheid uit van het Portugese koningshuis, en verklaarde zichzelf tot keizer. Drie jaar daarna werd deze onafhankelijkheid door Portugal erkend.
Na de dood van João VI brak er in Portugal een burgeroorlog (1828-1834) uit. In 1831 werd Peter I gedwongen om naar Portugal te gaan, hij liet zijn zesjarige zoon, Peter II (Dom Pedro II), achter als opvolger.
Pedro II regeerde als een bewust monarch en bouwde veel monumenten. Realisaties waren onder andere het kasteel van Ipiranga, Petropolis, de invoering van de telefoon in Rio. Hij deed afstand van zijn troon toen in 1889 het leger in opstand kwam tegen de Braziliaanse monarchie. Het land werd een federale republiek.

## Oude Republiek (1889-1930)
Nadat generaal Deodoro da Fonseca de monarchie aan de kant had geschoven, werd hij de eerste president van Brazilië. Onder zijn leiding werd het land een democratie.
De Verenigde Staten dienden als voorbeeld. De naam van het land werd omgedoopt in de Verenigde Staten van Brazilië en er werd ook een vlag ontworpen die erg leek op de vlag van de VS. Deze vlag is maar korte tijd gebruikt als nationale vlag maar een licht aangepaste versie doet nog steeds dienst als vlag van Goiás.
Deze periode is bekend onder de naam Oude Republiek en duurde van 1889 tot 1930

## Dictatuur van deEstado Novo(1930-1945)
Doordat Brazilië aan het einde van de 19e eeuw werd bevolkt door grote groepen immigranten uit Duitsland en Italië ging de opkomst van het fascisme in Europa niet aan Brazilië voorbij. Ook werd men steeds banger voor de opkomst van het communisme. Met name vanwege het laatste volgde in 1930 een militaire coup (de eerste militaire junta van Brazilië) waarna de militairen Getúlio Dorneles Vargas naar voren schoven als president.
Om economische redenen sloot deze regering zich in 1942 aan bij de geallieerden in de Washington-akkoorden. De enorme vraag naar rubber en ertsen resulteerde in de Batalha da Borracha, de rubberveldslag, waarin duizenden mensen, veelal gedwongen, naar het hart van het Amazonegebied werden getransporteerd om rubber te tappen. Een Braziliaanse eenheid, de Praçinhas, vocht in Italië. In 1945 begreep Getúlio Vargas dat de tijd van het fascisme voorbij was en keerde Brazilië terug naar de democratie.

## Tweede Democratische Periode (1946-1964)
Na verkiezingen werd in 1946 een nieuwe grondwet aangenomen. Getúlio Vargas werd in 1950 nog één keer herkozen.
In 1955 werd Juscelino Kubitschek gekozen tot president van Brazilië. Hij besloot om in het midden van het land een nieuwe hoofdstad te bouwen: Brasilia. Dit was een gedurfd besluit. Sinds de kolonisatie was Brazilië vooral bewoond aan de kust. Het binnenland bestond voor een groot deel uit onontgonnen gebied: Cerrado. Brasilia werd echter in recordtempo gebouwd en kon in 1960 door Kubitschek worden geïnaugureerd.

## Militaire Dictatuur (1964-1984)
Bang voor de opkomst van het communisme volgde in 1964 een tweede militaire coup. Dit keer namen de militairen zelf de macht. Het zou tot 1984 duren voordat de democratie terugkwam.

## Derde Democratische Periode
Nadat de militairen besloten dat Brazilië opnieuw een democratie moest worden, werden in 1984 indirecte verkiezingen georganiseerd. De regering die volgde stelde een nieuwe grondwet op. Deze periode en dit proces van herdemocratisering wordt ook wel aangeduid met het Portugese woord voor herdemocratisering: Redemocratização. Sinds deze Redemocratização is Brazilië een democratie.

## 21ste eeuw
In 2002 werd de linkse vakbondsleider Lula gekozen tot president. In 2011 volgde Dilma Rousseff van de Braziliaanse Arbeiderspartij hem op en werd zo het eerste vrouwelijke staatshoofd van Brazilië. Op 31 december 2016 werd zij door de Senaat afgezet, en opgevolgd door vicepresident Michel Temer.
Bij de presidentsverkiezingen van 28 oktober 2018 won Jair Bolsonaro, die op 1 januari 2019 in functie trad. Na vier jaar rechts-populistisch beleid werd Bolsonaro bij de verkiezingen van 2022 verslagen door de linkse oud-president Lula, die daarmee na 12 jaar opnieuw het presidentschap in handen kreeg.
Geschiedenis van: Argentinië · Aruba · Bolivia · Brazilië · Chili · Colombia · Ecuador · Frans-Guyana · Guyana · Panama · Paraguay · Peru · Suriname · Uruguay · Venezuela